# New Bilton
New Bilton – wieś w Anglii, w hrabstwie Warwickshire, w dystrykcie Rugby. Leży 23 km na północny wschód od miasta Warwick i 125 km na północny zachód od Londynu.